# Liste künstlicher Objekte auf der Venus

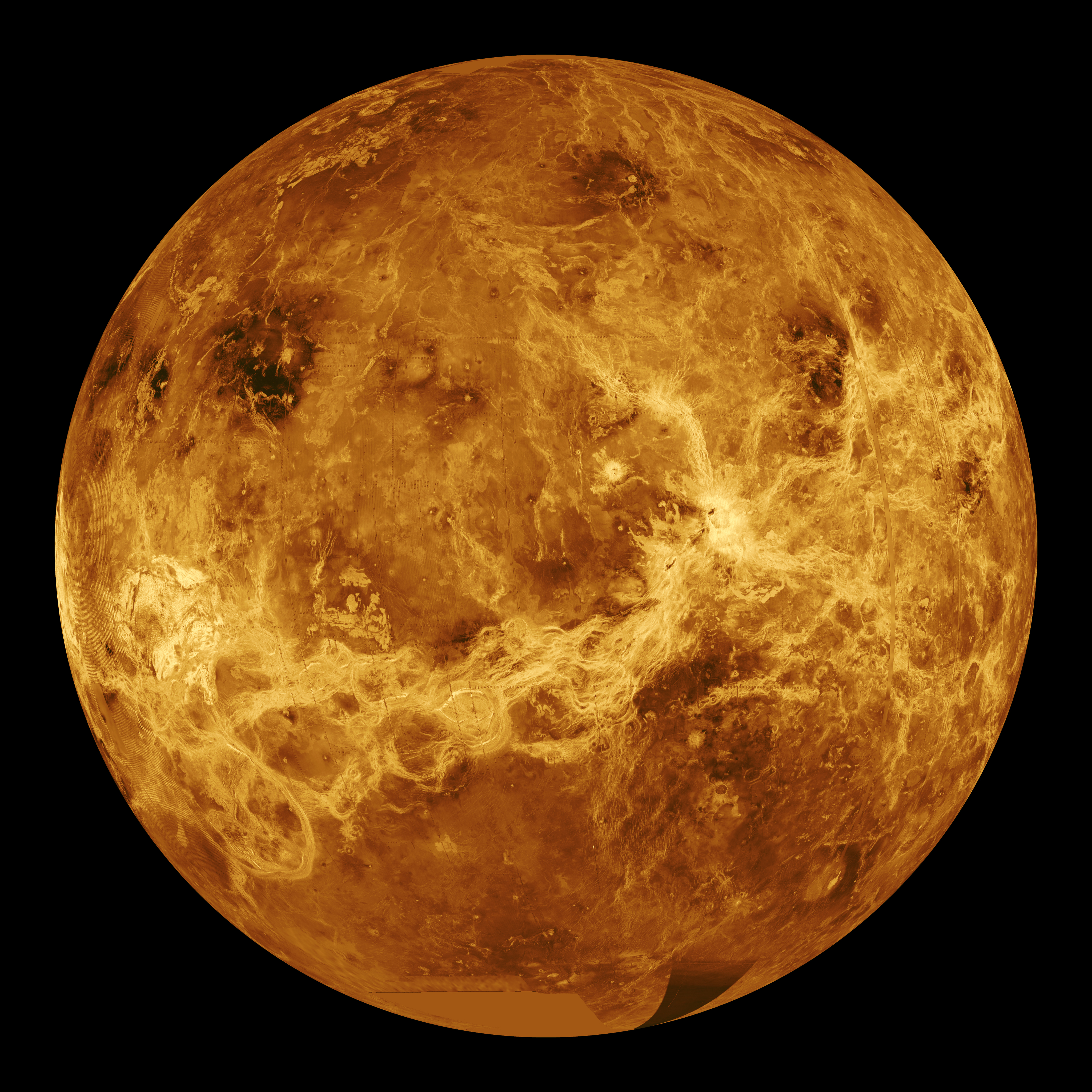
Venus (Radarmosaik)

Die Liste künstlicher Objekte auf der Venus enthält Objekte, die von der Erde auf die Venusoberfläche gebracht wurden. Sie enthält keine kleineren Gegenstände wie Fallschirme oder Hitzeschutzschilde.
Während bisher Geräte mit einer Masse von insgesamt rund 22 Tonnen zur Venus gebracht wurden, wurde bisher nichts von der Venus zur Erde gebracht. Die im Vergleich zu auf dem Mars gelandeten Objekten rund dreifache Masse ist dem auf der Venusoberfläche herrschenden Druck von 92 bar geschuldet, der eine sehr solide Konstruktion der Sonden erfordert. Aufgrund der hohen Temperaturen von rund 450 °C blieben die bisherigen Sonden nur wenige Stunden funktionsfähig.
Die nächste Venusmission mit Lander soll mit Venera-D von Roskosmos (Russland) nicht vor dem Jahr 2025 starten.
Die Objekte sind nach der Reihenfolge ihres Aufschlags beziehungsweise ihrer Landung nummeriert.
| Objekt                             | Land         | Landung           | Masse (kg)         | Position          | Bemerkung | Bild |
| ---------------------------------- | ------------ | ----------------- | ------------------ | ----------------- | --- | ---- |
| Venera 3                           | Sowjetunion  | 1. März 1966      | 958                | unbekannt         | Teilerfolg, harter Aufschlag |      |
| Venera 4                           | Sowjetunion  | 18. Oktober 1967  | 1.104              | 19° N, 38° O      | Erfolg, konnte 96 Minuten lang bis in 24,96 Kilometer Höhe erfolgreich Daten übertragen, bis die Batterien ausfielen (geplant war eine Batterielebensdauer von 100 Minuten). |      |
| Venera 5                           | Sowjetunion  | 16. Mai 1969      | 1.128              | 3° S, 18° O       | Erfolg, konnte bis in eine Höhe von 18 Kilometer über der Venusoberfläche 53 Minuten lang in Kontakt gehalten werden, bis sie vom Atmosphärendruck zerdrückt wurde.          |      |
| Venera 6                           | Sowjetunion  | 17. Mai 1969      | 1.128              | 5° S, 23° O       | Erfolg, Kontakt mit dem Lander bestand 51 Minuten lang bis in 10 Kilometer Höhe.                                                                                             |      |
| Venera 7                           | Sowjetunion  | 15. Dezember 1970 | 1.180              | 5° S, 351° O      | Erfolg, sendete 23 Minuten lang Daten von der Oberfläche. |      |
| Venera 8                           | Sowjetunion  | 22. Juli 1972     | 1.180              | 10° S, 335° O     | Erfolg, sendete allerdings nur 11 Sekunden Daten von der Oberfläche. |      |
| Venera 9                           | Sowjetunion  | 22. Oktober 1975  | 2.015              | 32° N, 291° O     | Erfolg, sendete 53 Minuten lang Daten und erstmals einige Bilder der Oberfläche zur Erde.                                                                                    |      |
| Venera 10                          | Sowjetunion  | 25. Oktober 1975  | 2.015              | 16° N, 291° O     | Erfolg, übermittelte 63 Minuten lang Daten und Bilder der Oberfläche zur Erde.                                                                                               |      |
| Pioneer-Venus Bus                  | USA (NASA)   | 9. Dezember 1978  | 290                | 37.9° S, 290.9° O | Erfolg, erster US-amerikanischer Venus-Lander. |      |
| Pioneer Venus Große Sonde          | USA (NASA)   | 9. Dezember 1978  | 300                | 4.4° N, 304.0° O  | Erfolg, mit 7 Wissenschaftsexperimenten ausgerüstet. |      |
| Pioneer Venus Kleine Sonde – Nord  | USA (NASA)   | 9. Dezember 1978  | 90                 | 59.3° N, 4.8° O   | Erfolg, identisch mit den anderen kleinen Sonden, traf auf der nördlichen Tagseite auf.                                                                                      |      |
| Pioneer Venus Kleine Sonde – Tag   | USA (NASA)   | 9. Dezember 1978  | 90                 | 31.3° S, 317.0° O | Erfolg, identisch mit den anderen kleinen Sonden, traf auch auf der Tagseite auf.                                                                                            |      |
| Pioneer Venus Kleine Sonde – Nacht | USA (NASA)   | 9. Dezember 1978  | 90                 | 28.7° S, 56.7° O  | Erfolg, identisch mit den anderen kleinen Sonden, traf auf der Nachtseite auf.                                                                                               |      |
| Venera 11                          | Sowjetunion  | 25. Dezember 1978 | 2.015              | 14° S, 299° O     | Erfolg, übermittelte 95 Minuten lang Daten von der Venusoberfläche. |      |
| Venera 12                          | Sowjetunion  | 21. Dezember 1978 | 2.015              | 7° S, 294° O      | Erfolg, übermittelte 110 Minuten lang Daten von der Venusoberfläche |      |
| Venera 13                          | Sowjetunion  | 1. März 1982      | 2.015              | 7.5° S, 303° O    | Erfolg, übermittelte 107 Minuten lang Daten von der Venusoberfläche. |      |
| Venera 14                          | Sowjetunion  | 3. März 1982      | 2.015              | 13.25° S, 310° O  | Erfolg, übermittelte 57 Minuten lang Daten von der Venusoberfläche. |      |
| Vega 1                             | Sowjetunion  | 11. Juni 1985     | 1.500 + 7 (Ballon) | 7.5° N, 177.7° O  | Erfolg, übermittelte 56 Minuten lang Daten von der Oberfläche. Setzte einen Ballon ab, der 46,5 Stunden in der Atmosphäre aktiv war.                                         |      |
| Vega 2                             | Sowjetunion  | 14. Juni 1985     | 1.500 + 7 (Ballon) | 8.5° S, 164.5° O  | Erfolg, übermittelte 57 Minuten lang Daten von der Oberfläche. Setzte einen Ballon ab, der 60 Stunden in der Atmosphäre aktiv war.                                           |      |
| 15 Missionen                       | Gesamtmasse: | Gesamtmasse:      | 22,6 t             |                   | |      |